# Kent Shire
Kent Shire är en kommun i Western Australia, Australien. Kommunen, som är belägen 320 kilometer sydost om Perth, i regionen Great Southern, har en yta på 5 634 kvadratkilometer, och en folkmängd på 512 enligt 2011 års folkräkning. Huvudort är Nyabing.